# Joshua Leivo
Joshua Leivo, dit Josh Leivo, (né le 26 mai 1993 à Innisfil dans la province de l'Ontario au Canada) est un joueur professionnel canadien de hockey sur glace. Il évolue au poste d'ailier gauche.

## Biographie
Leivo dispute 3 saisons (2010 à 2013) dans la LHO avec les Wolves de Sudbury et les Rangers de Kitchener. Durant cette période, il inscrit 74 buts et 102 aides pour un total de 176 points en 193 matchs.
Le 10 octobre 2013, il fait ses débuts dans la LNH avec les Maple Leafs de Toronto. Il inscrit son premier but en carrière, le 17 octobre, en déjouant le gardien Cam Ward des Hurricanes de la Caroline. 
Le 7 janvier 2016, il est choisi pour participer au match des étoiles de la LAH 2016 à la suite d'une excellente première moitié de saison 2015-2016 avec les Marlies de Toronto. Après une saison productive dans la LAH et de quelques bonnes performances lors de brefs passages dans la LNH, il est récompensé en signant une prolongation de contrat de 2 ans avec les Leafs, le 21 juillet 2016.
Le 3 décembre 2018, il est échangé aux Canucks de Vancouver en retour de l'attaquant Michael Carcone.
Il remporte la Coupe Calder 2022 avec les Wolves de Chicago.

## Statistiques
| Saison     | Équipe                      | Ligue      |     | Saison régulière | Saison régulière | Saison régulière | Saison régulière | Saison régulière |    | Séries éliminatoires | Séries éliminatoires | Séries éliminatoires | Séries éliminatoires | Séries éliminatoires |
| Saison     | Équipe                      | Ligue      | PJ  | B                | A                | Pts              | Pun              | PJ               | B  | A                    | Pts                  | Pun                  |                      |                      |
| 2010-2011  | Wolves de Sudbury           | LHO        | 64  | 13               | 17               | 30               | 37               | 8                | 6  | 7                    | 13                   | 4                    |                      |                      |
| 2011-2012  | Wolves de Sudbury           | LHO        | 66  | 32               | 41               | 73               | 61               | 4                | 2  | 1                    | 3                    | 6                    |                      |                      |
| 2011-2012  | Marlies de Toronto          | LAH        | 1   | 0                | 0                | 0                | 0                | -                | -  | -                    | -                    | -                    |                      |                      |
| 2012-2013  | Wolves de Sudbury           | LHO        | 34  | 19               | 25               | 44               | 34               | -                | -  | -                    | -                    | -                    |                      |                      |
| 2012-2013  | Rangers de Kitchener        | LHO        | 29  | 10               | 19               | 29               | 18               | 10               | 3  | 9                    | 12                   | 8                    |                      |                      |
| 2012-2013  | Marlies de Toronto          | LAH        | 4   | 0                | 2                | 2                | 2                | 3                | 0  | 1                    | 1                    | 0                    |                      |                      |
| 2013-2014  | Marlies de Toronto          | LAH        | 59  | 23               | 19               | 42               | 27               | 12               | 3  | 5                    | 8                    | 2                    |                      |                      |
| 2013-2014  | Maple Leafs de Toronto      | LNH        | 7   | 1                | 1                | 2                | 0                | -                | -  | -                    | -                    | -                    |                      |                      |
| 2014-2015  | Marlies de Toronto          | LAH        | 51  | 11               | 21               | 32               | 44               | 5                | 1  | 5                    | 6                    | 0                    |                      |                      |
| 2014-2015  | Maple Leafs de Toronto      | LNH        | 9   | 1                | 0                | 1                | 4                | -                | -  | -                    | -                    | -                    |                      |                      |
| 2015-2016  | Marlies de Toronto          | LAH        | 51  | 17               | 31               | 48               | 14               | 15               | 4  | 8                    | 12                   | 12                   |                      |                      |
| 2015-2016  | Maple Leafs de Toronto      | LNH        | 12  | 5                | 0                | 5                | 6                | -                | -  | -                    | -                    | -                    |                      |                      |
| 2016-2017  | Marlies de Toronto          | LAH        | 5   | 0                | 0                | 0                | 6                | -                | -  | -                    | -                    | -                    |                      |                      |
| 2016-2017  | Maple Leafs de Toronto      | LNH        | 13  | 2                | 8                | 10               | 4                | -                | -  | -                    | -                    | -                    |                      |                      |
| 2017-2018  | Maple Leafs de Toronto      | LNH        | 16  | 1                | 3                | 4                | 6                | -                | -  | -                    | -                    | -                    |                      |                      |
| 2018-2019  | Maple Leafs de Toronto      | LNH        | 27  | 4                | 2                | 6                | 7                | -                | -  | -                    | -                    | -                    |                      |                      |
| 2018-2019  | Canucks de Vancouver        | LNH        | 49  | 10               | 8                | 18               | 25               | -                | -  | -                    | -                    | -                    |                      |                      |
| 2019-2020  | Canucks de Vancouver        | LNH        | 36  | 7                | 12               | 19               | 4                | -                | -  | -                    | -                    | -                    |                      |                      |
| 2020-2021  | Flames de Calgary           | LNH        | 38  | 6                | 3                | 9                | 10               | -                | -  | -                    | -                    | -                    |                      |                      |
| 2021-2022  | Hurricanes de la Caroline   | LNH        | 7   | 1                | 2                | 3                | 2                | -                | -  | -                    | -                    | -                    |                      |                      |
| 2021-2022  | Wolves de Chicago           | LAH        | 54  | 22               | 24               | 46               | 38               | 18               | 15 | 14                   | 29                   | 20                   |                      |                      |
| 2022-2023  | Blues de Saint-Louis        | LNH        | 51  | 4                | 12               | 16               | 25               | -                | -  | -                    | -                    | -                    |                      |                      |
| 2022-2023  | Thunderbirds de Springfield | LAH        | 2   | 3                | 1                | 4                | 0                | -                | -  | -                    | -                    | -                    |                      |                      |
| 2023-2024  | Salavat Ioulaïev Oufa       | KHL        | 40  | 15               | 23               | 38               | 14               | 6                | 4  | 5                    | 9                    | 4                    |                      |                      |
| 2024-2025  | Salavat Ioulaïev Oufa       | KHL        | 62  | 49               | 31               | 80               | 56               | 14               | 2  | 13                   | 15                   | 2                    |                      |                      |
| Totaux LNH | Totaux LNH                  | Totaux LNH | 265 | 42               | 51               | 93               | 93               | -                | -  | -                    | -                    | -                    |                      |                      |

## Trophées et honneurs personnels

### Ligue américaine de hockey
- 2021-2022 :
  - vainqueur de la coupe Calder avec les Wolves de Chicago
  - remporte le trophée Jack-A.-Butterfield (joueur par excellence en séries éliminatoires)

### Ligue continentale de hockey
- record du meilleur scoreur sur une saison régulière avec 49 buts